# Matilde Vestergaard
Matilde Vestergaard (født 11. september 2004) er en dansk håndboldspiller, der spiller for Nykøbing Falster Håndboldklub og Danmarks ungdomslandshold. Hun har spillet ungdomshåndbold i Horsens HK og fik sin seniordebut i kvindeligaen for HH Elite. I sommeren 2023 skiftede hun til de tidligere danske mestre fra Nykøbing Falster Håndboldklub.
Vestergaard har optrådt på det danske ungdomslandshold. Hun optrådte for Danmark ved U17-EM i 2021, hvor holdet endte på en fjerdeplads. Hun var også en del af det danske hold der vandt sølv ved U18-VM i 2022 og ved U19-EM i 2023. Ved turneringen i 2023 blev hun kåret til turnerings bedste venstre fløj.